# 4 FELIDS
〈4 FELIDS〉는 VALSHE의 4번째 싱글이다. 2013년 3월 13일에 빙에서 발매.

## 해설
빙 이적 제1탄 싱글. DVD가 있는 초회한정반A(Leopard반)과 초회한정반B(Lion반), 통상반(Tiger반), 오리저널 무비 시청）IDt가 있는 Musing반(Cat반)의 4개의 패턴으로 발매.

## 수록곡

### CD
1. Tigerish Eyez (4:45)
작사: VALSHE, 작곡: 미나토, 편곡: 사이토 신야
호랑이를 테마로 한 격렬한 디지털 록[1]
2. Leopardess (3:54)
작사·작곡: 미나토, 편곡: G'n-
표범을 테마로 한 재즈 느낌의 록[1]
3. 사자와 초콜릿(일본어: ライオンとチョコレート) (4:17)
작사: VALSHE, 작곡: 도리코, 편곡: G'n-
사자를 테마로 한 클래시컬한 록[1]
4. Shifty Cat (5:15)
작사·작곡: 미나토, 편곡: G'n-
고양이를 테마로 한 어둡고 노이지한 디지털 비트[1]
5. Tigerish Eyez (Instrumental) (4:45)
6. Leopardess (Instrumental) (3:54)
7. 사자와 초콜릿 (Instrumental) (4:17)
8. Shifty Cat (Instrumental) (5:15)

### DVD
초회반A(Leopard반)
1. 〈Tigerish Eyez〉 뮤직비디오
2. VALSHE 발렌타인day★킷친 (일본어: VALSHEバレンタインday★キッチン)

초회반B(Lion반)
1. 〈Tigerish Eyez〉 뮤직비디오
2. VALSHR 화이트day★킷친 (일본어: VALSHEホワイトday★キッチン)

### 오리지널 무비
Musing반(Cat반)
1. Musing Special talk 〈VALSHE×미나토〉